# Jacob Lensky
Jacob Lensky (* 16. Dezember 1988 in Vancouver) ist ein tschechisch-kanadischer Fußballspieler, der zurzeit für Inter FC in der VMSL spielt.

## Vereinskarriere
Lensky, dessen Eltern aus der Tschechoslowakei nach Kanada auswanderten, begann seine Laufbahn beim RSC Anderlecht in Belgien. Nach Aufenthalten bei Sparta Prag und Slavia Prag schloss er sich den Blackburn Rovers an. Im Jahr 2004 wechselte der Abwehrspieler in die Jugendakademie von Celtic Glasgow.
Zum 1. Januar 2007 unterschrieb Lensky einen Profivertrag bei Feyenoord Rotterdam. Sein Debüt in der holländischen Eredivisie gab der Verteidiger am 11. Februar 2007 bei einer 0:3-Auswärtsniederlage gegen Twente Enschede. Im August 2008 beendete der gebürtige Kanadier vorübergehend seine Karriere, weil er sich ausgebrannt fühlte. Im Januar 2009 kehrte er auf den Rasen zurück und trainierte mit den Vancouver Whitecaps. Zur Saison 2009/10 kehrte er in die Niederlande zurück und schloss sich dem FC Utrecht an. In Utrecht kam der Linksverteidiger regelmäßig zum Einsatz. Im Jahr 2011 wurde bekannt, dass er unter Alkoholproblemen leidet. Zum 1. Januar 2012 wurde der Vertrag zwischen dem FCU und Lensky aufgehoben. Lensky kehrte nach Kanada zurück, um sich dort ein neues Leben aufzubauen. Im Frühjahr 2012 gab er in der Vancouver Metro Soccer League sein Comeback und spielt seither für Inter FC.

## Nationalmannschaft
Lensky besitzt neben der kanadischen auch die tschechische Staatsbürgerschaft. Im Jahr 2006 debütierte er für die kanadische U-20-Auswahl, im Jahr 2008 spielte er zwei Mal für die kanadische U-23-Nationalmannschaft. Im November 2009 wurde Lensky für die Freundschaftsspiele gegen Mazedonien und Polen in die kanadische A-Nationalmannschaft berufen, sagte aber im letzten Moment ab, weil er zwischenzeitlich ein Angebot bekommen hatte, für die tschechische U-21-Nationalelf zu spielen. Sein Debüt für die tschechische U-21-Nationalmannschaft gab Lensky am 3. März 2010 im Testspiel gegen Finnland.